# Teucholabis (Teucholabis) glabripes
Teucholabis (Teucholabis) glabripes is een tweevleugelige uit de familie steltmuggen (Limoniidae). De soort komt voor in het Oriëntaals gebied.